# Oude Groeve Sint-Joseph

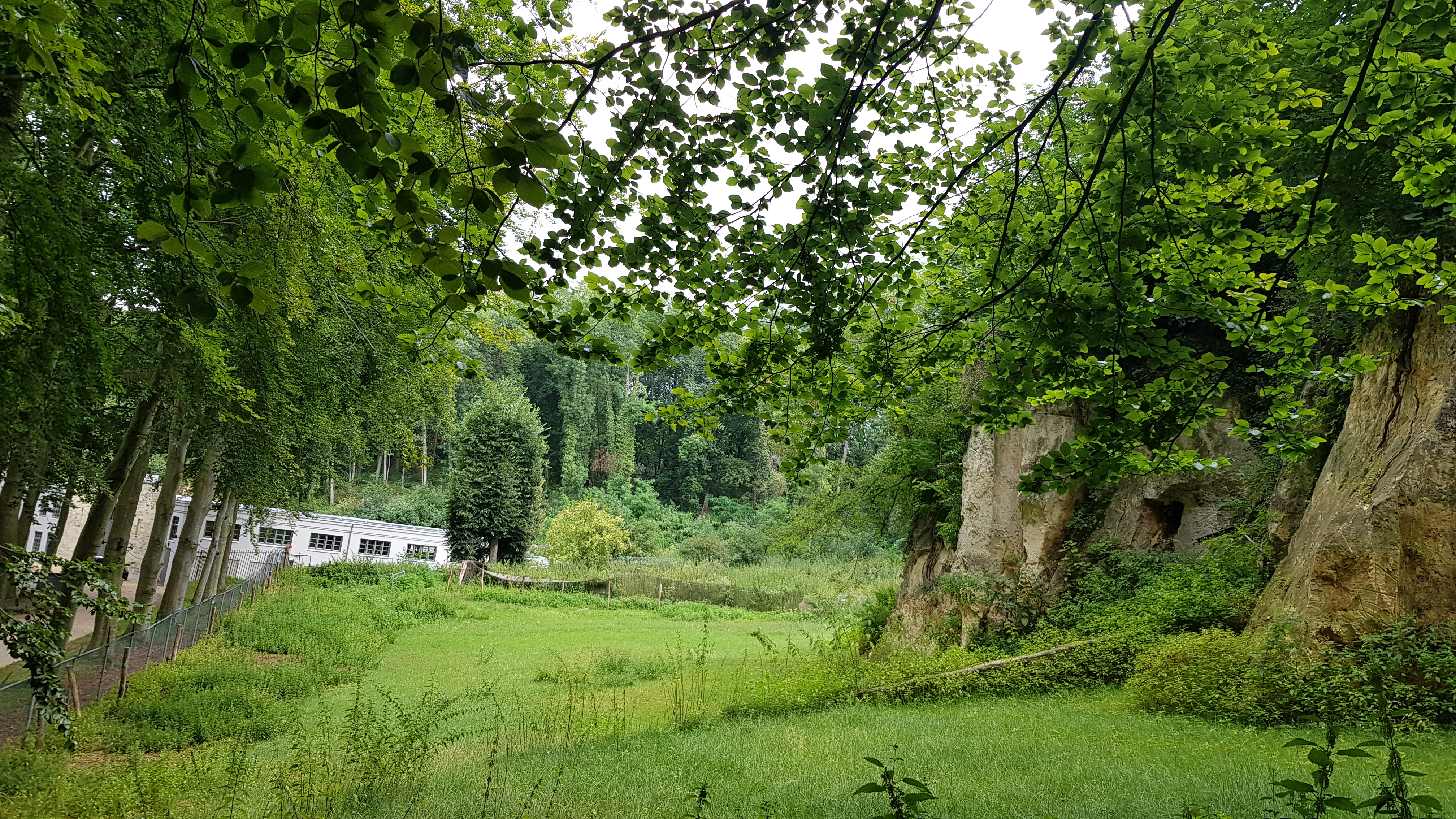
De ingestorte groeve rechts achter de gebouwen aan het einde van de weide

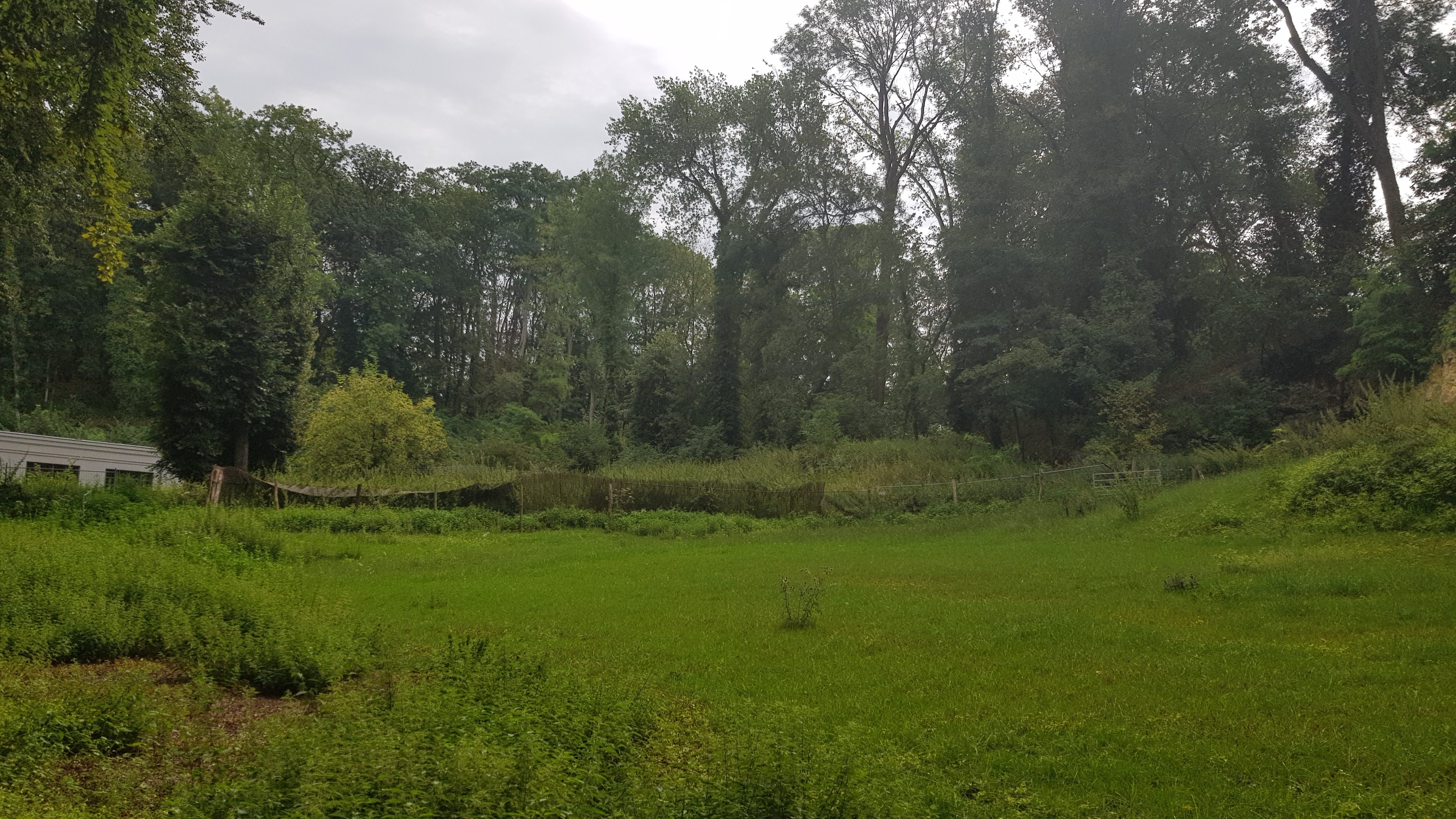
Zicht op de ingestorte groeve

De Oude Groeve Sint-Joseph of Groeve achter St. Joseph is een Limburgse mergelgroeve nabij de Pater Kustersweg in Cadier en Keer in de Nederlandse gemeente Eijsden-Margraten. De ondergrondse groeve ligt op het landgoed Heerdeberg in buurtschap Berg ten zuidwesten van de Rijksweg (N278), achter Huize Sint-Jozef.
Naar het oosten liggen de Scharnderberggroeve en Bakkersboschgroeve (overzijde Rijksweg) en naar het zuidwesten ligt de Heerderberggroeve. Direct ten zuiden van de groeve ligt op ongeveer 20 meter de ingang van de Nieuwe Groeve Sint-Joseph.
De groeve ligt aan de westelijke rand van het Plateau van Margraten in de overgang naar het Maasdal. Ter plaatse duikt het plateau een aantal meter steil naar beneden.

## Geschiedenis
De groeve werd door blokbrekers ontgonnen voor de winning van kalksteenblokken.

## Groeve
De groeve is voor het grootste gedeelte ingestort en niet meer toegankelijk.
De groeve wordt door vleermuizen gebruikt als verblijfplaats.